# Lengyelország az 1968. évi téli olimpiai játékokon
Lengyelország a franciaországi Grenoble-ban megrendezett 1968. évi téli olimpiai játékok egyik részt vevő nemzete volt. Az országot az olimpián 7 sportágban 31 sportoló képviselte, akik érmet nem szereztek.

## Alpesisí
Férfi
| Versenyző              | Versenyszám      | Selejtező | Selejtező | Selejtező | Selejtező | Döntő    | Döntő    | Döntő    | Döntő    | Döntő      | Döntő      |
| Versenyző              | Versenyszám      | 1. futam  | 1. futam  | 2. futam  | 2. futam  | 1. futam | 1. futam | 2. futam | 2. futam | Összesítés | Összesítés |
| Versenyző              | Versenyszám      | Idő       | Hely.     | Idő       | Hely.     | Idő      | Hely.    | Idő      | Hely.    | Idő        | Helyezés   |
| ---------------------- | ---------------- | --------- | --------- | --------- | --------- | -------- | -------- | -------- | -------- | ---------- | ---------- |
| Andrzej Bachleda-Curuś | Lesiklás         |           |           |           |           |          |          |          |          | 2:05,48    | 26.        |
| Andrzej Bachleda-Curuś | Műlesiklás       | 53,48     | 1.        |           |           | 49,88    | 5.       | 50,73    | 6.       | 1:40,61    | 6.         |
| Andrzej Bachleda-Curuś | Óriás-műlesiklás |           |           |           |           | 1:46,46  | 14.      | 1:49,25  | 13.      | 3:35,71    | 13.        |
| Ryszard Ćwikła         | Lesiklás         |           |           |           |           |          |          |          |          | 2:10,63    | 48.        |
| Ryszard Ćwikła         | Műlesiklás       | kizárták  | kizárták  | 54,47     | 1.        | 53,69    | 33.      | 53,11    | 21.      | 1:46,80    | 21.        |
| Ryszard Ćwikła         | Óriás-műlesiklás |           |           |           |           | 1:51,79  | 40.      | 1:54,17  | 41.      | 3:45,96    | 37.        |

## Biatlon
| Versenyző                                                             | Versenyszám      | Lövőhiba      | Időeredmény   | Helyezés      |
| --------------------------------------------------------------------- | ---------------- | ------------- | ------------- | ------------- |
| Józef Gąsienica Sobczak                                               | 20 km egyéni     | nem ért célba | nem ért célba | nem ért célba |
| Stanisław Łukaszczyk                                                  | 20 km egyéni     | 4             | 1:20:28,1     | 8.            |
| Józef Stopka                                                          | 20 km egyéni     | 12            | 1:34:17,7     | 48.           |
| Stanisław Szczepaniak                                                 | 20 km egyéni     | 1             | 1:18:56,8     | 4.            |
| Józef Rózak Andrzej Fiedor Stanisław Łukaszczyk Stanisław Szczepaniak | 4 × 7,5 km váltó | 4             | 2:20:19,6     | 4.            |

## Északi összetett
| Versenyző              | Síugrás  | Síugrás  | Síugrás  | Síugrás  | Síugrás  | Síugrás  | Síugrás | Síugrás | Sífutás | Sífutás | Sífutás | Összesítés | Összesítés |
| Versenyző              | 1. ugrás | 1. ugrás | 2. ugrás | 2. ugrás | 3. ugrás | 3. ugrás | Össz.   | Össz.   | Sífutás | Sífutás | Sífutás | Összesítés | Összesítés |
| Versenyző              | Távolság | Pont     | Távolság | Pont     | Távolság | Pont     | Pont    | Hely.   | Idő     | Pont    | Hely.   | Pont       | Helyezés   |
| ---------------------- | -------- | -------- | -------- | -------- | -------- | -------- | ------- | ------- | ------- | ------- | ------- | ---------- | ---------- |
| Erwin Fiedor           | 74,0     | 119,0    | 72,0     | (112,9)  | 74,0     | 115,3    | 234,3   | 3.      | 54:48,7 | 161,63  | 36.     | 395,93     | 18.        |
| Józef Gąsienica        | 67,5     | (100,2)  | 72,5     | 112,7    | 71,5     | 105,0    | 217,7   | 8.      | 50:34,5 | 211,08  | 11.     | 428,78     | 6.         |
| Józef Gąsienica Daniel | 72,0     | 107,6    | 75,5     | (78,3)   | 68,0     | 96,2     | 203,8   | 16.     | 51:10,1 | 203,96  | 18.     | 407,76     | 15.        |
| Jan Kawulok            | 70,0     | 103,4    | 70,5     | 97,0     | 71,5     | (95,7)   | 200,4   | 18.*    | 52:32,7 | 187,51  | 25.     | 387,91     | 20.        |

* - egy másik versenyzővel azonos eredményt ért el

## Műkorcsolya
| Versenyző                   | Versenyszám | Kötelező elemek   | Kötelező elemek | Kűr               | Kűr   | Összesítés                     | Összesítés                     | Összesítés                     | Összesítés                     | Összesítés                     | Összesítés                     | Összesítés                     | Összesítés                     | Összesítés                     | Összesítés        | Összesítés        | Összesítés  | Összesítés | Összesítés |
| Versenyző                   | Versenyszám | Kötelező elemek   | Kötelező elemek | Kűr               | Kűr   | Helyezési pontszámok bírónként | Helyezési pontszámok bírónként | Helyezési pontszámok bírónként | Helyezési pontszámok bírónként | Helyezési pontszámok bírónként | Helyezési pontszámok bírónként | Helyezési pontszámok bírónként | Helyezési pontszámok bírónként | Helyezési pontszámok bírónként | Több. hely. száma | Több. hely. össz. | Hely. össz. | Pont       | Helyezés   |
| Versenyző                   | Versenyszám | Több. hely. száma | Hely.           | Több. hely. száma | Hely. | 1                              | 2                              | 3                              | 4                              | 5                              | 6                              | 7                              | 8                              | 9                              | Több. hely. száma | Több. hely. össz. | Hely. össz. | Pont       | Helyezés   |
| --------------------------- | ----------- | ----------------- | --------------- | ----------------- | ----- | ------------------------------ | ------------------------------ | ------------------------------ | ------------------------------ | ------------------------------ | ------------------------------ | ------------------------------ | ------------------------------ | ------------------------------ | ----------------- | ----------------- | ----------- | ---------- | ---------- |
| Janina Poremska Piotr Scypa | Páros       | 5×13+             | 13.             | 5×14+             | 14.   | 16,0                           | 16,0                           | 14,0                           | 12,0                           | 12,0                           | 15,0                           | 9,0                            | 15,0                           | 11,0                           | 5×14+             | 58,0              | 120,0       | 274,1      | 14.        |

## Sífutás
Férfi
| Versenyző    | Versenyszám | Eredmény  | Helyezés |
| ------------ | ----------- | --------- | -------- |
| Józef Rysula | 15 km       | 50:38,5   | 21.      |
| Józef Rysula | 50 km       | 2:35:30,9 | 21.      |

Női
| Versenyző                                               | Versenyszám    | Eredmény | Helyezés |
| ------------------------------------------------------- | -------------- | -------- | -------- |
| Stefania Biegun                                         | 5 km           | 17:03,4  | 9.       |
| Stefania Biegun                                         | 10 km          | 39:55,4  | 19.      |
| Weronika Budny                                          | 5 km           | 17:38,2  | 19.      |
| Weronika Budny                                          | 10 km          | 40:09,4  | 21.      |
| Józefa Czerniawska-Pęksa                                | 5 km           | 17:56,5  | 23.      |
| Józefa Czerniawska-Pęksa                                | 10 km          | 40:59,9  | 25.      |
| Anna Gębala-Duraj                                       | 5 km           | 18:02,7  | 26.      |
| Anna Gębala-Duraj                                       | 10 km          | 43:23,8  | 30.      |
| Weronika Budny Józefa Czerniawska-Pęksa Stefania Biegun | 3 × 5 km váltó | 59:04,7  | 5.       |

## Síugrás
| Versenyző      | Versenyszám | 1. ugrás | 1. ugrás | 1. ugrás | 2. ugrás | 2. ugrás | 2. ugrás | Összesítés | Összesítés |
| Versenyző      | Versenyszám | Távolság | Pont     | Hely.    | Távolság | Pont     | Hely.    | Pont       | Helyezés   |
| -------------- | ----------- | -------- | -------- | -------- | -------- | -------- | -------- | ---------- | ---------- |
| Erwin Fiedor   | Normálsánc  | 74,5     | 102,5    | 23.      | 67,5     | 89,3     | 38.      | 191,8      | 30.        |
| Erwin Fiedor   | Nagysánc    | 92,0     | 96,2     | 25.      | 84,0     | 83,5     | 40.      | 179,7      | 30.        |
| Józef Kocyan   | Normálsánc  | 72,5     | 95,3     | 41.      | 69,0     | 93,7     | 30.      | 189,0      | 35.        |
| Józef Kocyan   | Nagysánc    | 80,0     | 72,4     | 52.      | 88,0     | 86,6     | 32.      | 159,0      | 45.        |
| Józef Przybyła | Normálsánc  | 72,5     | 96,8     | 38.      | 71,0     | 96,9     | 24.      | 193,7      | 27.        |
| Józef Przybyła | Nagysánc    | 98,0     | 106,1    | 11.      | 90,5     | 93,1     | 21.      | 199,2      | 14.        |
| Ryszard Witke  | Normálsánc  | 73,5     | 101,9    | 24.      | 68,5     | 88,4     | 42.      | 190,3      | 32.        |
| Ryszard Witke  | Nagysánc    | 88,5     | 89,8     | 39.      | 88,0     | 89,6     | 26.*     | 179,4      | 31.        |

* - egy másik versenyzővel azonos eredményt ért el

## Szánkó
| Versenyző                      | Versenyszám | 1. futam | 1. futam | 2. futam | 2. futam | 3. futam | 3. futam | Összesítés | Összesítés |
| Versenyző                      | Versenyszám | Idő      | Hely.    | Idő      | Hely.    | Idő      | Hely.    | Idő        | Helyezés   |
| ------------------------------ | ----------- | -------- | -------- | -------- | -------- | -------- | -------- | ---------- | ---------- |
| Zbigniew Gawior                | Férfi egyes | 57,55    | 4.       | 58,35    | 6.       | 57,61    | 3.       | 2:53,51    | 4.         |
| Lucjan Kudzia                  | Férfi egyes | 59,27    | 26.      | 58,46    | 10.      | 58,18    | 8.       | 2:55,91    | 13.        |
| Tadeusz Radwan                 | Férfi egyes | 59,03    | 21.      | 59,01    | 15.      | 59,19    | 22.      | 2:57,23    | 22.        |
| Jerzy Wojnar                   | Férfi egyes | 58,16    | 12.      | 58,38    | 8.       | 58,08    | 7.       | 2:54,62    | 8.         |
| Jadwiga Damse                  | Női egyes   | 49,64    | 6.*      | 50,43    | 11.      | 50,08    | 1.       | 2:30,15    | 5.         |
| Helena Macher                  | Női egyes   | 49,55    | 5.       | 50,02    | 5.       | 50,48    | 4.       | 2:30,05    | 4.         |
| Anna Mąka                      | Női egyes   | 49,69    | 8.       | 50,05    | 6.       | 50,66    | 6.       | 2:30,40    | 7.         |
| Zbigniew Gawior Ryszard Gawior | Kettes      | 49,01    | 7.*      | 48,84    | 4.       |          |          | 1:37,85    | 6.         |
| Lucjan Kudzia Stanisław Paczka | Kettes      | 49,09    | 9.       | 49,08    | 7.       |          |          | 1:38,17    | 9.         |

* - egy másik versenyzővel azonos eredményt ért el